# Közösülés

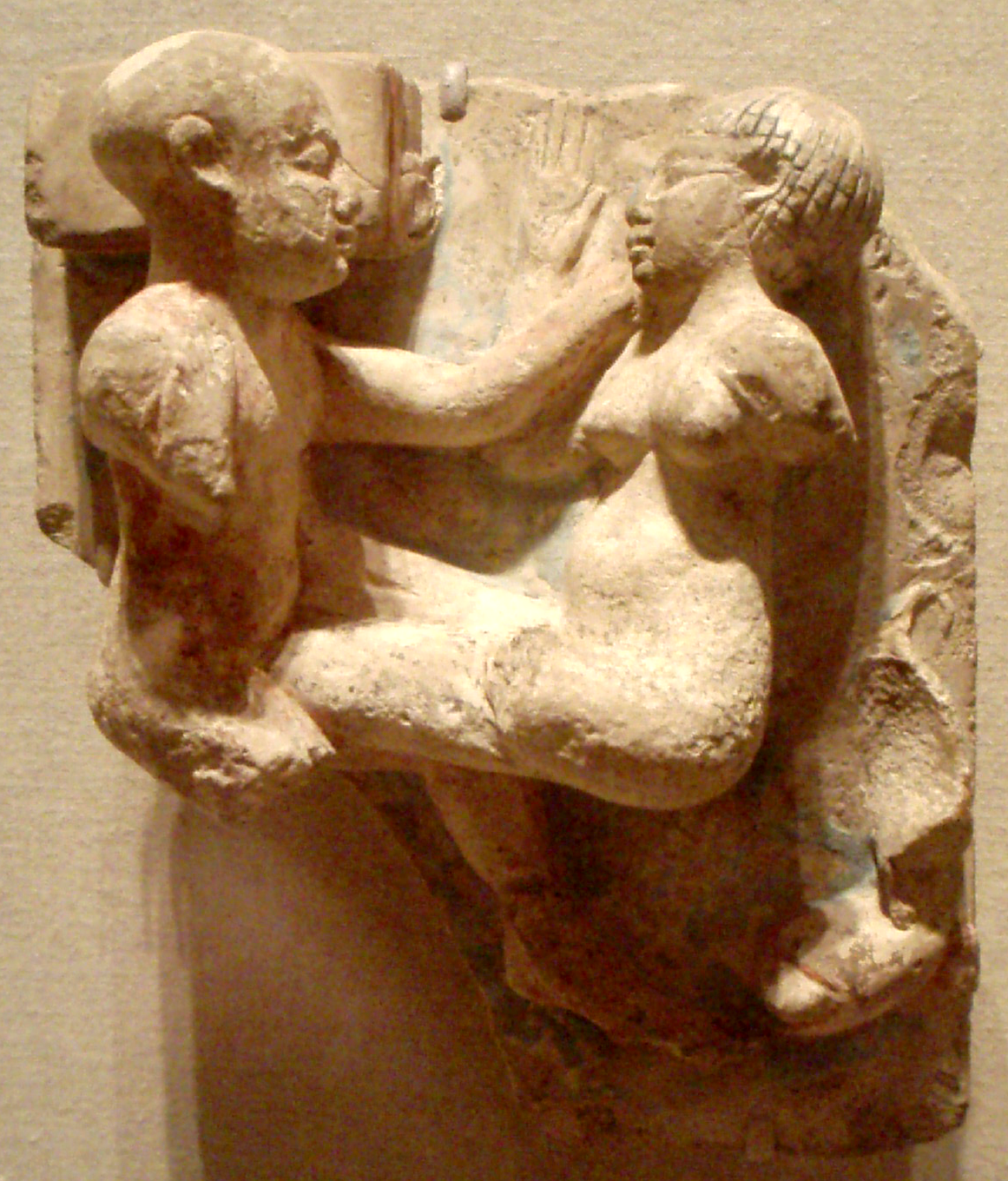
Egyiptomi relief, közösülő pár ábrázolása

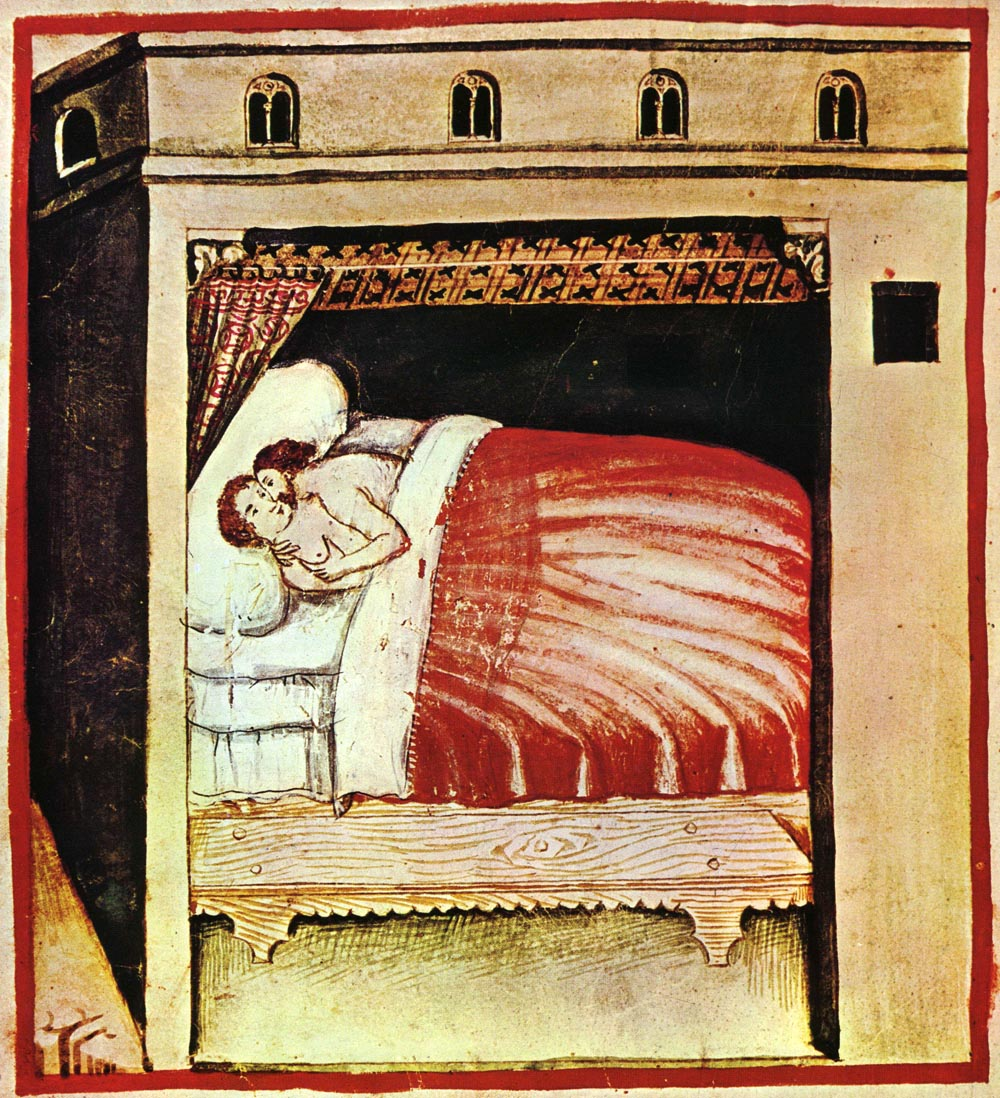
Közösülés ábrázolása a Tacuina sanitatis kódex egy lapján (14. század)

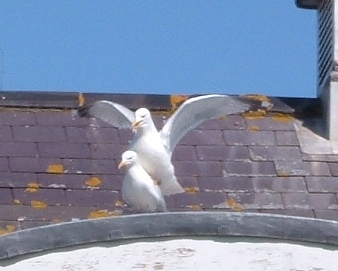
Kopuláció sirályok között

A közösülés vagy nemi aktus (latinul: coitus (koitusz) – szó szerinti jelentése: „összejövés”) a párosodás (kopuláció) emberekre vonatkozó általános elnevezése; az, amikor a hímvessző behatol a hüvelybe. A közösülés fogalma alatt általában a nemi egyesüléssel kapcsolatos szexuális tevékenységek tágabb körét értik, míg a koitusz kifejezetten a női és a férfi nemi szervek egyesülését jelenti. A nemi aktusnak szeretettel és szerelemmel együtt járó módja a szeretkezés, amelynek a lényegét a különböző korok kultúráiban és társadalmi közegeiben eltérő módokon határozták meg.
A fejlett szexuális nevelésre épülő korszerű magánéleti tudatosság magában foglalja, hogy minden ember megtalálja azokat a maga számára megfelelő szexuális pozíciókat, amelyek összhangban állnak testi felépítésükkel, érzéki fogékonyságuk jellegével és pszichikai szükségletükkel. A feminista megközelítésű szexpozitivitás elve nagyban hozzájárulhat a vanilla szexualitás személyes megéléséhez addig, ameddig a benne résztvevő felnőtt emberek egymással jóváhagyásos, beleegyezéses alapon végzik.

## Történeti háttér - az emberi szex evolúciója
Az ember az egyetlen az élővilágban, amely elölről, párjával összeölelkezve is szeretkezik. Csaknem egyetlen faj, amely nemcsak az utódok nemzése, hanem örömszerzés céljából is képes közösülésre. Ilyesmit az állatvilágban csupán a bonobóknál (törpecsimpánz) figyeltek meg. Az ember és a bonobó evolúciós vonala kb. hatmillió éve vált külön.
Az emberi tudat képes nemcsak önmagát, hanem a társának tudatát és érzelmeit is értelmezni (ez az empátia egyféle értelmezése), s törekszik arra, hogy partnerének is örömöt szerezzen. Az emberi szeretkezés nélkülözhetetlen eleme tehát az emberi tudat.
A szexuális kapcsolat az emberre jellemző módon változott meg, amint az ember (Homo Erectus) két lábra állt. A főemlősök közül a férfiak pénisze egyértelműen a leghosszabb, legvastagabb és legrugalmasabb (rugalmasságát az biztosítja, hogy a merevedéskor vérrel telítődik: legközelebbi rokonainké izgalmi állapotban is ceruzavékony és a merevségét egy csont biztosítja). Geoffrey Miller amerikai evolúciós pszichológus szerint az ember hímvesszőjének méretét az interszexuális szelekció határozta meg: vagyis az emberi hímvessző mai méreteinek és formájának kialakulásában az ősidők női is szerepet játszottak. Miller azt tartja, hogy a hímvessző méretét és alakját egyszerűen azáltal nyerhette el, hogy a pleisztocén során a nők több élvezethez jutottak egy méretesebb hímvesszővel rendelkező kortársuk segítségével. Elképzelését megerősíti, hogy egyes kutatások: szerint a nőknek nagyobb szexuális örömöt okoz a vastagabb pénisszel rendelkező férfiakkal történő közösülés. A főemlősök közül az ember az egyetlen, amely az evolúció során elvesztette szőrzetét és majdnem teljesen csupasszá vált. Ettől kezdve ugyanis képesek voltak gyönyörködni egymásban, és képesek lettek elölről ölelkezni, módosultak az elsődleges erogén zónák. 
A rútban nemzeni nem lehetséges, csak a szépben.
Vannak szerzők, akik az emberi közösülés egyedi formáját kapcsolatba hozzák a szőrzet részleges eltűnésével. Az emberi arcnak az állati arctól való eltérése a beszéd és a mimikai izmok fejlettsége miatt képessé vált az öröm kifejezésére. A Toba katasztrófa idején általánossá vált a ruhaviselet, ami a testszőrzet további elvesztésével járt, méghozzá a jelenlegi ú.n. természeti népek esetében is. Később a ruhaviselet elvesztette jelentőségét, nagyjából addig, amíg fel nem találták a növényi rostból szövött ruházati elemeket. Nem szabad elfelejtenünk, hogy a rabszolgáknak nem lehetett tulajdona; így a ruhája is a tulajdonosáé volt. Az emberi beszéd egy genetikai mutáció következtében olyan agyi elváltozást okozott, amely kifejezőbbé tette az emberi beszédet – ez már csak a Homo sapiensnél. Következésképp lehetővé tette a szerelmeseknek előlről történő kommunikációját. Habár ilyesmiről nem tudunk a Homo neanterthaliensisnél, nem tűnik bizonyítottnak, hogy ez csökkentette volna a két faj közötti kapcsolatrendszert, illetve befolyásolta volna-e a szexuális kapcsolattartást.
Béviszen engemet az lakodalomnak helyére, és zászló helyett vagyon őnála az énhozzám való szerelme. Erősítsétek engemet borral, és (az jó illatú) álmakkal tápláljátok, mert beteg vagyok az szerelem miatt. Az ő bal keze az én fejem alatt vagyon, és az ő jobb kezével megölelt engemet.
Desmond Morris zoológus nagy fontosságot tulajdonít az ajkak szerepének; ez is az elölről történő szex egyik magyarázata. A szexuálpszichológia az örömszerzéssel kapcsolja össze, amely a XIX-XX. században került látótérbe.